# إليزابيث براغ
إليزابيث براغ (بالإنجليزية: Elizabeth Bragg)‏ هي مهندسة وعالمة أمريكية، ولدت في 23 أبريل 1858 في سان فرانسيسكو في الولايات المتحدة، وتوفيت في 10 نوفمبر 1929.